# Kenji Maruyama (judoka)
Kenji Maruyama (jap. 丸山 顕志 Maruyama Kenji; ur. 21 sierpnia 1965 w prefekturze Nagasaki) – japoński judoka. Olimpijczyk z Barcelony 1992, gdzie zajął siódme miejsce w wadze półlekkiej.
Startował w Pucharze Świata w 1992 i 1993. Mistrz Azji w 1991 roku.

## Letnie Igrzyska Olimpijskie 1992
| Konkurencja | Eliminacje               | Eliminacje          | Eliminacje               | Repasaże          | Repasaże             | Klas. końcowa |
| Konkurencja | Przeciwnik I             | Przeciwnik II       | Przeciwnik III           | Przeciwnik I      | Przeciwnik II        | Miejsce       |
| ----------- | ------------------------ | ------------------- | ------------------------ | ----------------- | -------------------- | ------------- |
| 65 kg       | Benoît Campargue (FRA) Z | Jimmy Pedro (USA) Z | Israel Hernández (CUB) P | Dănuț Pop (ROU) Z | Philip Laats (BEL) P | 7.            |